# Bättwil
Bättwil is een gemeente en plaats in het Zwitserse kanton Solothurn en maakt deel uit van het district Dorneck.
Bättwil telt 1204 inwoners.